# Cyclophora semirosea
Cyclophora semirosea är en fjärilsart som beskrevs av Butler 1882. Cyclophora semirosea ingår i släktet Cyclophora och familjen mätare. Inga underarter finns listade i Catalogue of Life.